# 角突镰粗毛蚤
角突镰粗毛蚤（学名：Drepanomacrothrix cornuta）为粗毛蚤科镰粗毛蚤属的动物。分布于俄罗斯以及中国大陆的四川、西藏等地，主要生活于高原水坑的底层。